# La Plata
För andra betydelser, se La Plata (olika betydelser).

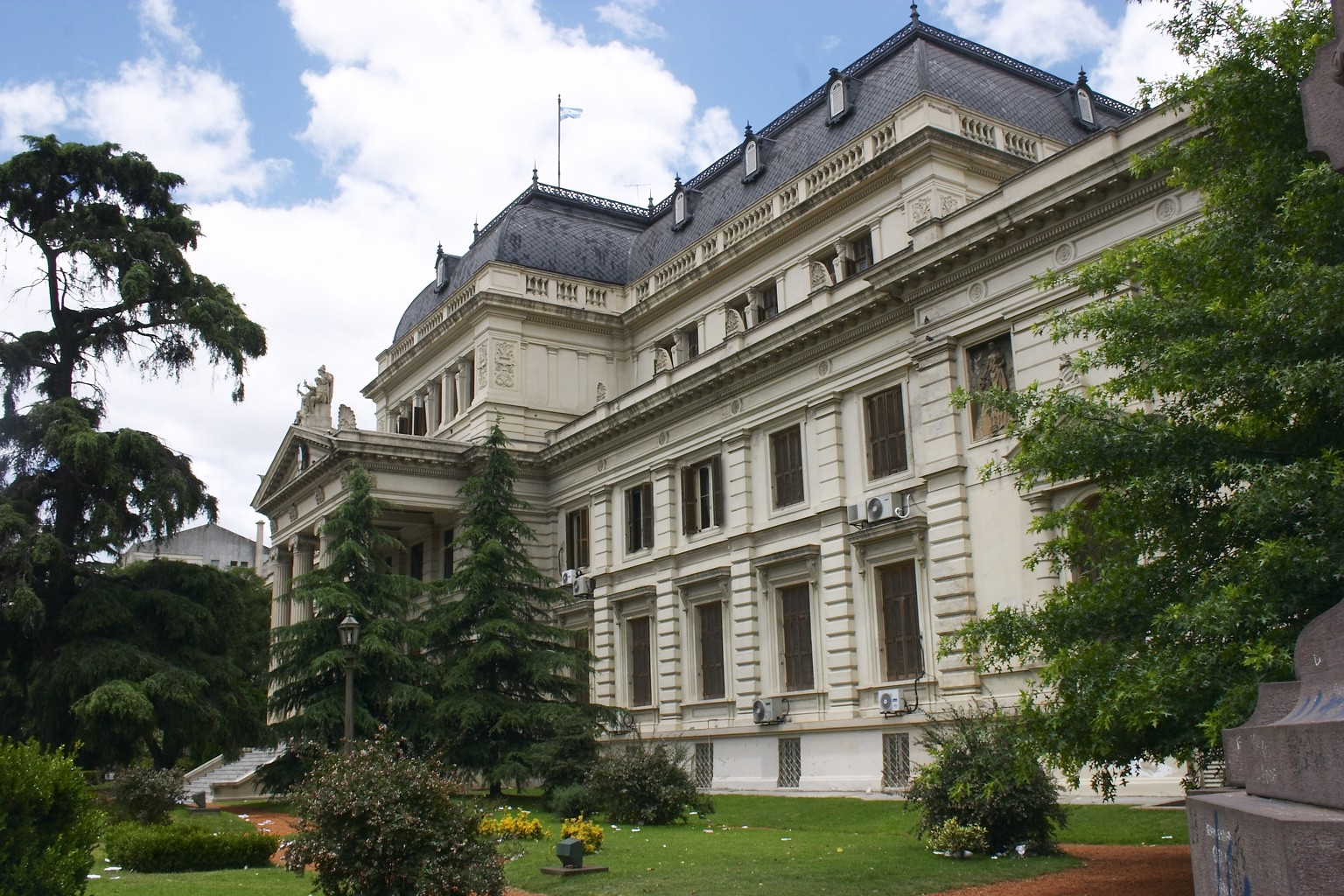
Byggnad för den lagstiftande församlingen i provinsen Buenos Aires.

La Plata är en stad i Argentina, och huvudstad i provinsen Buenos Aires. Staden, som ligger ca 60 km sydöst om Argentinas huvudstad Buenos Aires, grundades av guvernör Dardo Rocha den 19 november 1882, sedan staden Buenos Aires hade blivit federalt territorium 1880. Staden har cirka 550 000 invånare, med förorter 680 000 (2001).[källa behövs] Staden är känd som ett lysande exempel på stadsplanering från det senare 1800-talet.[källa behövs] La Plata är även känt för sitt universitet (Universidad Nacional de La Plata), det viktigaste i Argentina efter universitetet i Buenos Aires, och operan Teatro Argentino de La Plata, det främsta operahuset i landet efter Teatro Colón i Buenos Aires. Domkyrkan i La Plata är den största gotiska katedralen i Sydamerika.

## Bildgalleri

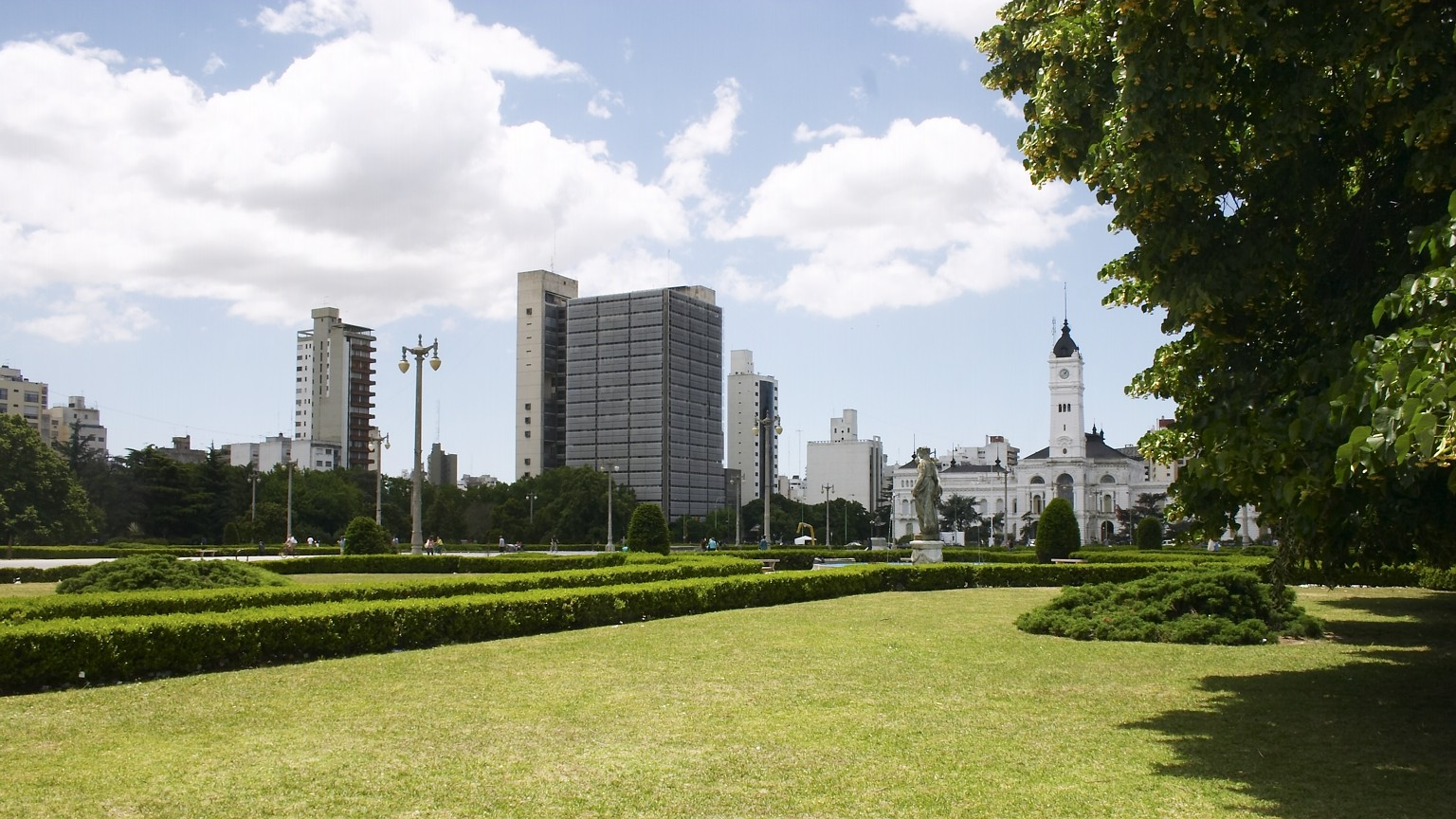
Plaza Moreno, i bakgrunden Palacio Municipal (Stadshuset)
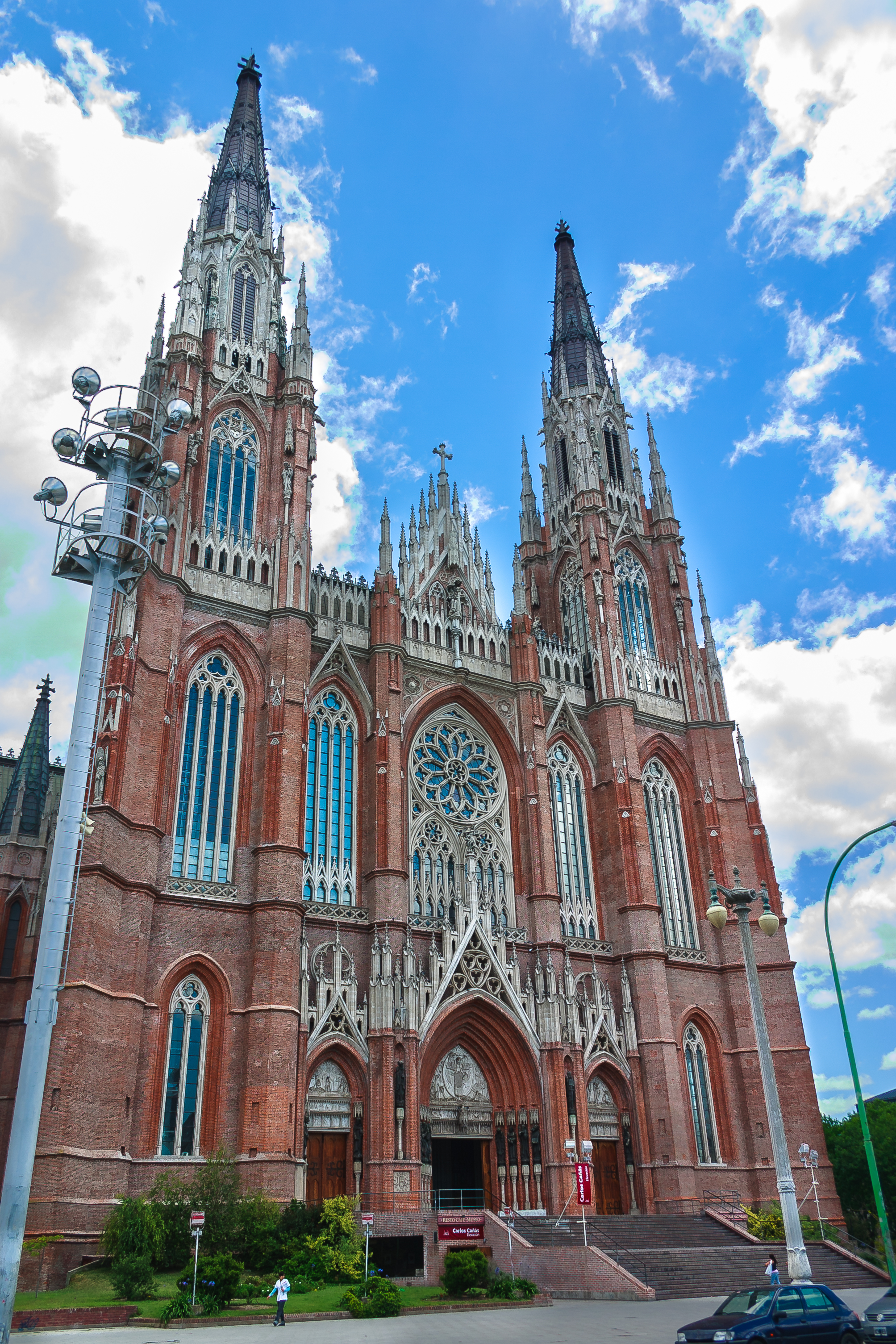
Catedral de La Plata (Domkyrkan i La Plata)
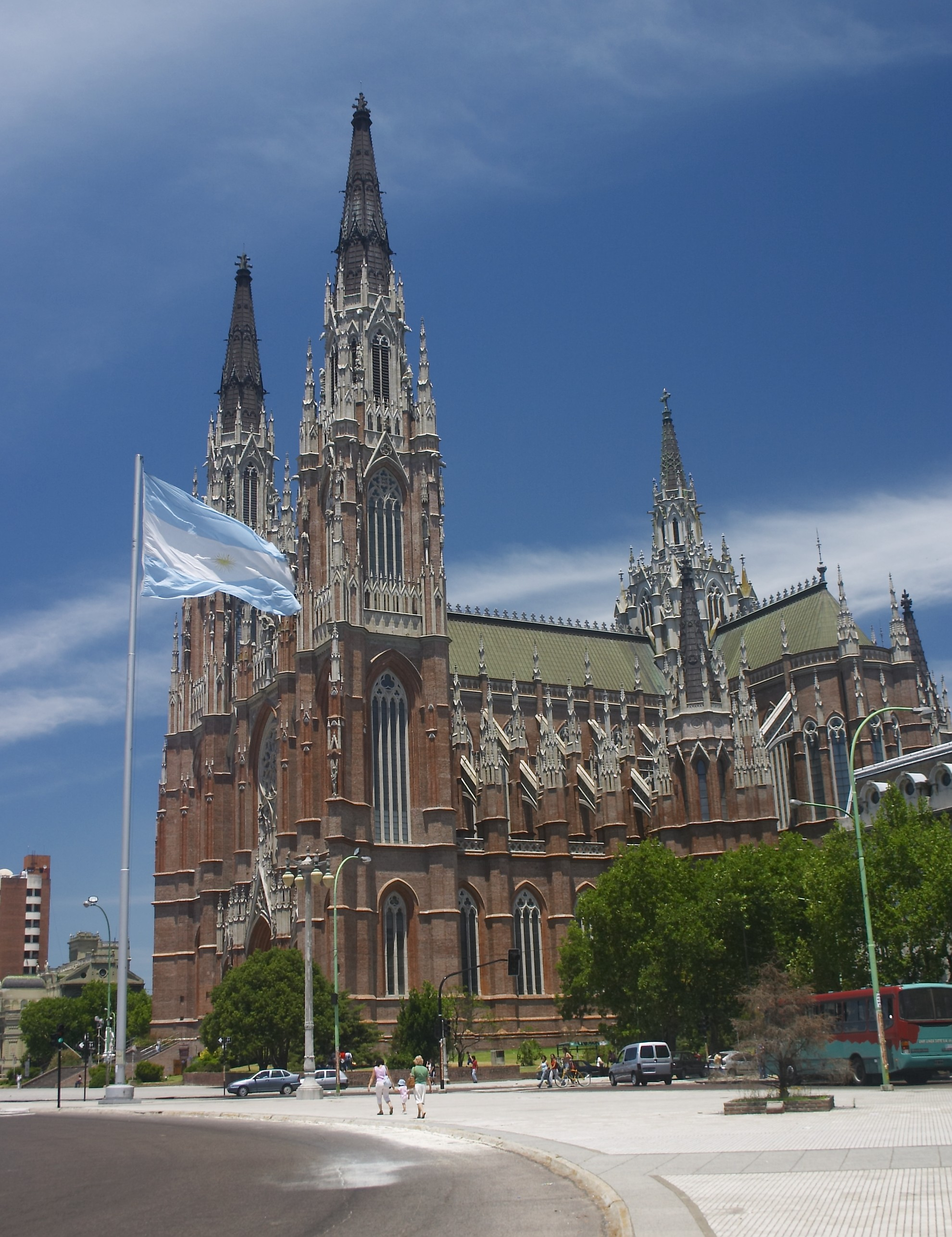
Catedral de La Plata
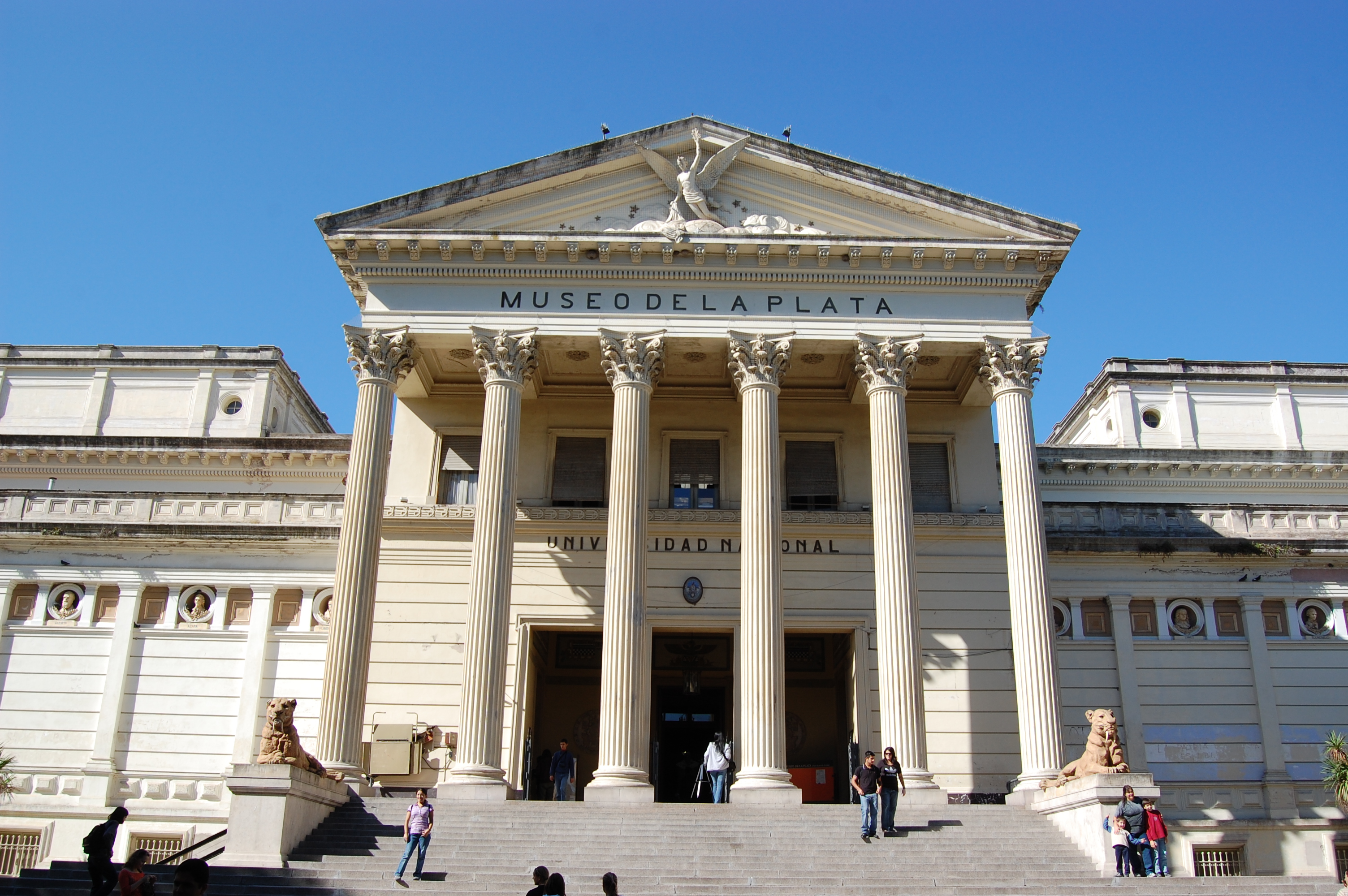
Naturhistoriska museet i La Plata

## Kända personer
- René Favaloro (1923–2000), argentinsk hjärtkirurg som utförde den första framgångsrika kranskärlsbypassoperationen
- Facundo Cabral (1937–2011), argentinsk folksångare och politisk aktivist
- Martín Palermo (född 1973), tidigare professionell argentinsk fotbollsanfallare
- Juan Sebastián Verón (född 1975), tidigare professionell argentinsk fotbollsmittfältare